# Piccola centrale idroelettrica Ottenbach
La Piccola centrale idroelettrica Ottenbach storica è un esempio di piccolo idroelettrico già appartenente all'ex setificio A. F. Haas & Co. di Ottenbach (Canton Zurigo). È conservata nel suo stato originale del 1920 come testimonianza storica di archeologia industriale funzionante. L'insieme di fabbrica, centrale elettrica e strutture idrauliche è un bene culturale sotto tutela del patrimonio cantonale dei monumenti storici.

## Storia
Dal 1645 in poi, i mugnai di Ottenbach e Rickenbach utilizzarono anche l'acqua della Reuss per macinare il grano, in quanto durante i mesi estivi i torrenti del villaggio non fornivano abbastanza acqua. Nel 1833 il Canton Zurigo concesse il diritto di sfruttamento dell’acqua per l'esercizio di un mulino di grano. Nel 1836 il mugnaio Jakob Beerli costruì un canale con uno sbarramento per regolare il flusso dell'acqua dalla Reuss verso la ruota del mulino.
Dalla fine del XVIII secolo l'industria tessile si era diffusa a Ottenbach come Verlagssystem. Nel 1784 la filatura del cotone occupava il 49% della popolazione (430 persone, di cui 287 tutto l'anno). All'inizio del XIX secolo esistevano circa 350 telai e la Mechanische Seidenstoffweberei Zürich impiegava più di 200 persone del comune di Ottenbach e dei suoi dintorni.
Nel 1869 la Mechanische Seidenstoffweberei Zürich (di proprietà della Bodmer & Hürlimann) acquistò l'ex mulino da Heinrich Schmid, che lo aveva acquistato da suo cugino Jakob Beerli e lo trasformò in una tessitura. Il 9 novembre 1871, i signori Bodmer & Hürlimann ricevettero dal canton Zurigo la concessione dei diritti di sfruttamento dell’acqua no 19, firmata da Gottfried Keller, segretario di Stato. Non conteneva che piccole modifiche rispetto alla vecchia concessione del 1833. L'energia idraulica veniva utilizzata per l'azionamento meccanico diretto dei telai attraverso l'albero principale e il sistema di trasmissione ancora oggi in funzione. Nel 1881 la ruota del mulino fu sostituita da una turbina Jonval (Bell Maschinenfabrik). Nel 1909, secondo i progetti dell'ufficio di ingegneria Hickel di Lucerna, il vecchio impianto di turbine fu ristrutturato con la costruzione di un nuovo edificio di turbine; inoltre il letto del canale di deflusso fu abbassato in modo da poter inserire una nuova turbina Francis (Maschinenfabrik Uzwil) nel vecchio canale inattivo. In inverno, durante la scarsità di acqua, al posto del sistema di turbine è stato accoppiato alle trasmissioni una locomobile. Il carbone necessario veniva trasportato con due carri trainati da cavalli dalla stazione di Affoltern am Albis fino a Ottenbach.
Nel 1920 furono costruite le attuali componenti dell'impianto e i telai furono azionati con l’elettricità prodotta da una nuova e più potente turbina Francis (Bell Maschinenfabrik) e da un generatore elettrico BBC. Durante la crisi economica mondiale, l'azienda è stata ceduta alla Seiden- und Dekorationsstoffweberei A.F. Haas & Co., che ha continuato la produzione fino al 1970 e che da allora gestisce un'attività di commercio tessile, oggi la Haas Shopping.
Come misura di protezione delle rive della Reuss, nel 1977 il canton Zurigo acquistò l'adiacente riserva naturale di Bibelaas, compresa la piccola centrale elettrica, un canale e la diga di strabordo. Nel 2011/12, a causa dei danni causati dalle inondazioni del 2005 e del 2007, è stato necessario riparare il canale superiore e la diga di strabordo.

## Canale della fabbrica e diga di strabordo

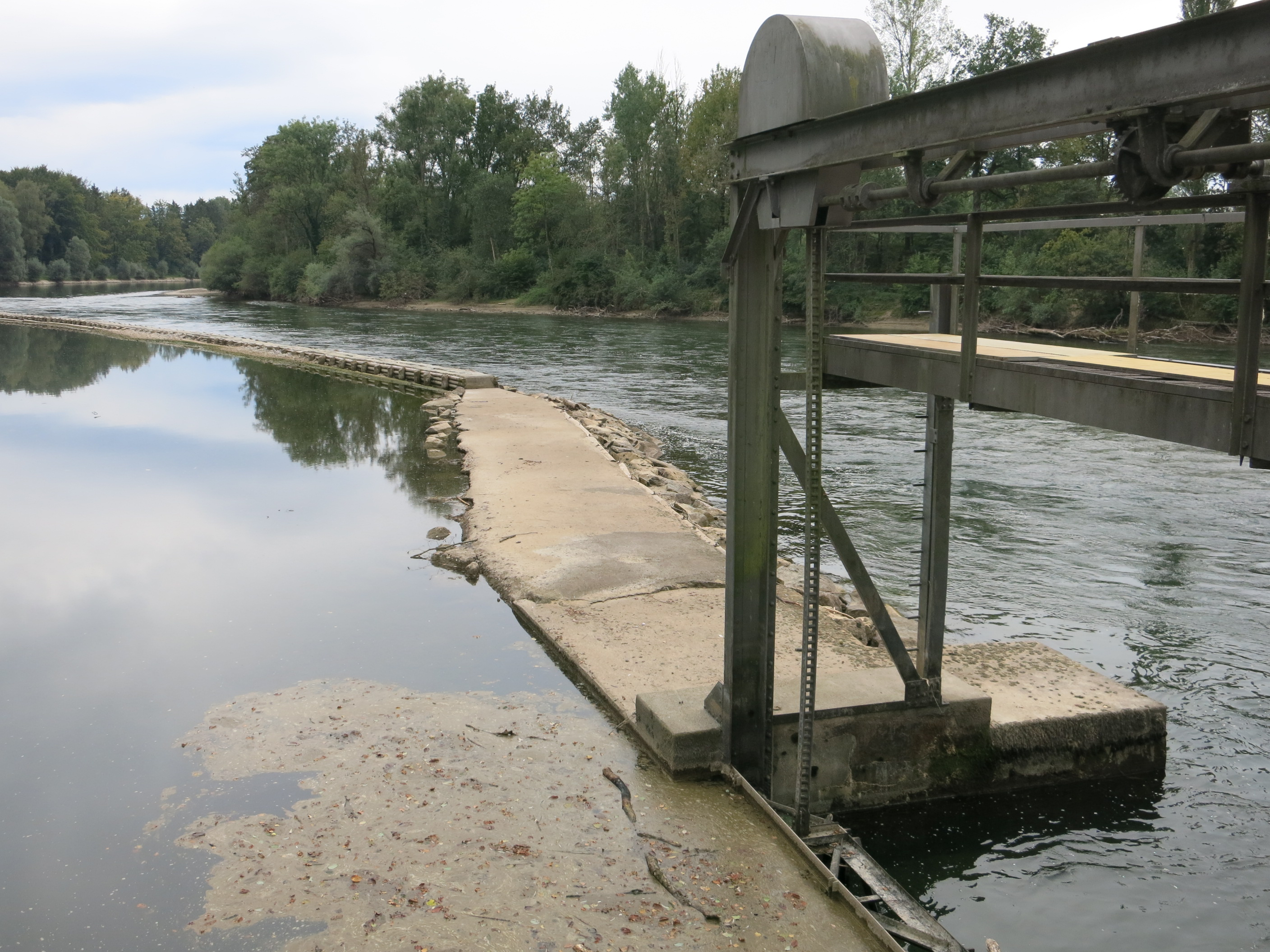
stramazzo laterale con sifone ghiaia

Con la diga di strabordo lunga 200 metri – la più lunga del genere nel Canton Zurigo – l'acqua della Reuss viene convogliata attraverso quattro paratoie di ingresso fino al canale di adduzione (superiore). Le paratoie di ingresso possono essere movimentate per regolare la quantità d'acqua che scorre nel canale superiore. La paratoia della ghiaia viene utilizzata per eliminare la ghiaia e la sabbia dal canale della diga di strabordo. A tale scopo viene aperta una volta all'anno per qualche giorno.
La piccola centrale elettrica è una centrale ad acqua corrente in cui il livello dell'acqua dei canali di adduzione e di restituzione (superiore e inferiore) è lo stesso e l'acqua può essere stoccata solo per un breve periodo di tempo chiudendo il troppopieno o la paratoia a vuoto. Quando la paratoia è chiusa, l'acqua viene trattenuta fino a quando trabocca dal pannello di legno.
Durante il funzionamento, la paratoia a vuoto è chiusa e la paratoia di ingresso della turbina (contattori a piastre) è sollevata. Sollevando la paratoia di ingresso della turbina, l'acqua può fluire dal canale superiore attraverso il rastrello di scarico nella struttura di ingresso. Un ingranaggio a vite senza fine viene utilizzato per spostare una cremagliera dentata fissata alla paratoia per sollevare o abbassare i pannelli di legno (contattore, paratoia) costituiti da più tavole nelle loro guide laterali. Il canale, la diga di strabordo, le paratoie alluvionali e di entrata sono rimaste praticamente invariate dal 1900. L'acqua turbinata ritorna nella Reuss attraverso il canale inferiore.

## Impianto della turbina

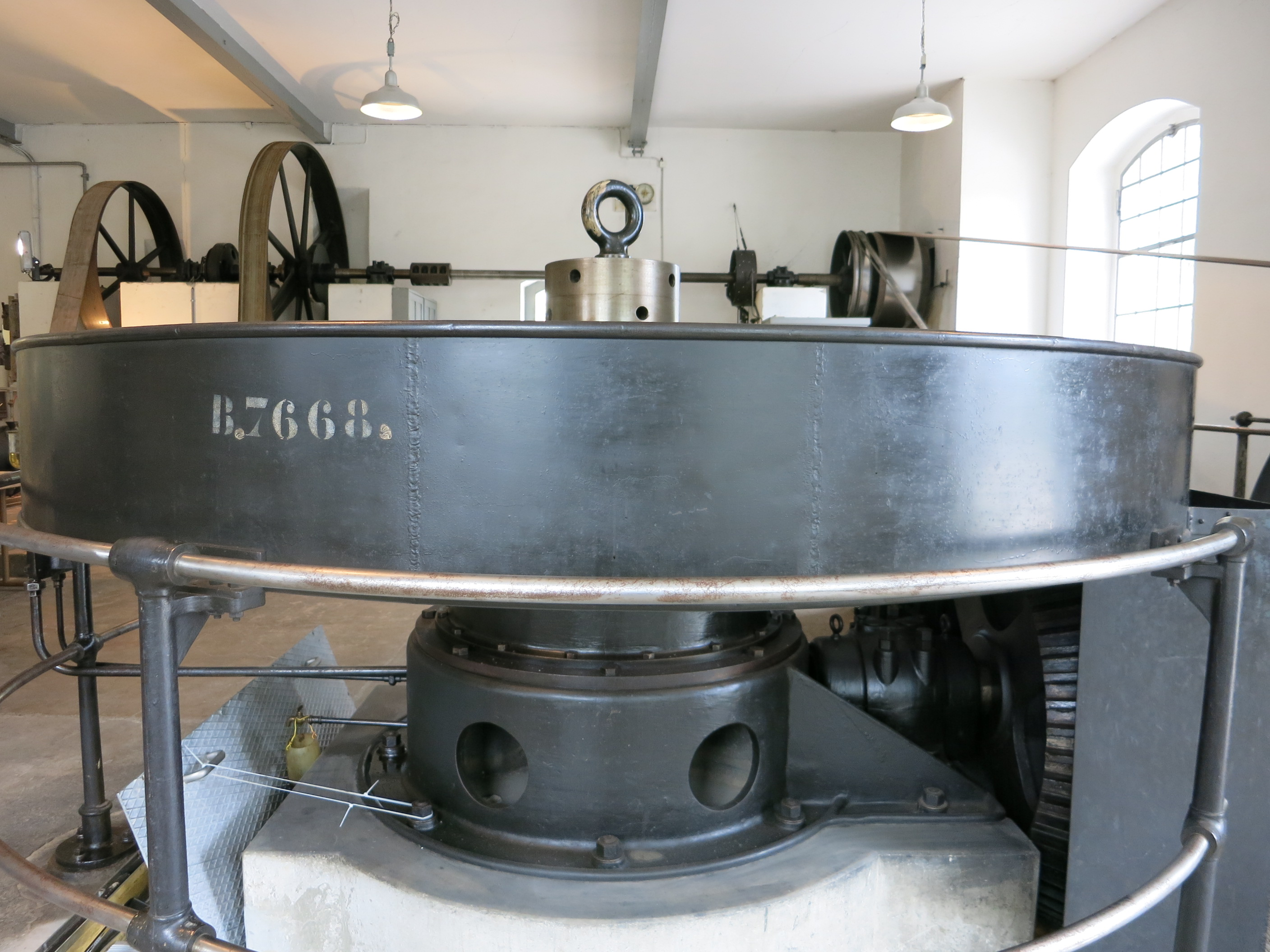
Casa della turbina

Le macchine e le installazioni dell’impianto della turbina risalgono al 1920, quando i telai furono convertiti al funzionamento elettrico. La turbina, l'apparato di guida e la camera dell'acqua si trovano nel seminterrato. Nella sala macchine, la grande ruota dentata conica, che si trova sull'asse della turbina, dotata di denti originali in legno del 1920, è messa in moto dalla forza di rotazione della turbina. Con la piccola ruota dentata conica e le trasmissioni, la forza di rotazione viene trasmessa all'albero principale, che aziona il generatore a 1000 giri al minuto. Il regolatore misura la velocità di rotazione e poi regola il flusso d'acqua alla turbina per adattare la prestazione alla fornitura d'acqua. Nel funzionamento autonomo mantiene la frequenza di rete di 50 Hz.

### Turbina e sistema di guida
L'alimentazione con acqua può essere regolata mediante il sistema di guida disposto attorno alla turbina, composta da pale regolabili. L'acqua scorre attraverso il sistema di palette guida sulle pale della turbina Francis della Maschinenfabrik Bell da circa 62 kW (84 CV) e la mette in rotazione.

### Trasmissione della forza
A partire dal 1920, con l'elettrificazione, i telai non sono più azionati meccanicamente dall'albero principale, ma dalla corrente elettrica prodotta dal generatore. L'elettricità in eccesso è stata immessa nella rete pubblica a partire dal 1939 e la rete ha determinato la frequenza del generatore. Il complesso sistema di trasmissione con grandi pulegge e cinghie di cuoio ricordano i tempi prima del 1920. Per contro, quando la turbina non era in funzione, l'elettricità poteva essere prelevata dalla rete.
Il generatore sincrono trifase con eccitatore annesso, costruito nel 1920 da Brown, Boveri & Cie ha una potenza di 62 kW. Alla frequenza è di 50 Hertz e gira a 1000 giri/min.

### Regolatore
Il dispositivo di guida sotterraneo è controllato nella sala macchine dal regolatore della fabbrica di macchine Bell, a cui è collegato. Una volta la turbina avviata con il volantino a mano, la pressione dell'olio, con il regolatore centrifugo, assicura il mantenimento costante della velocità desiderata.

### Pannello di controllo

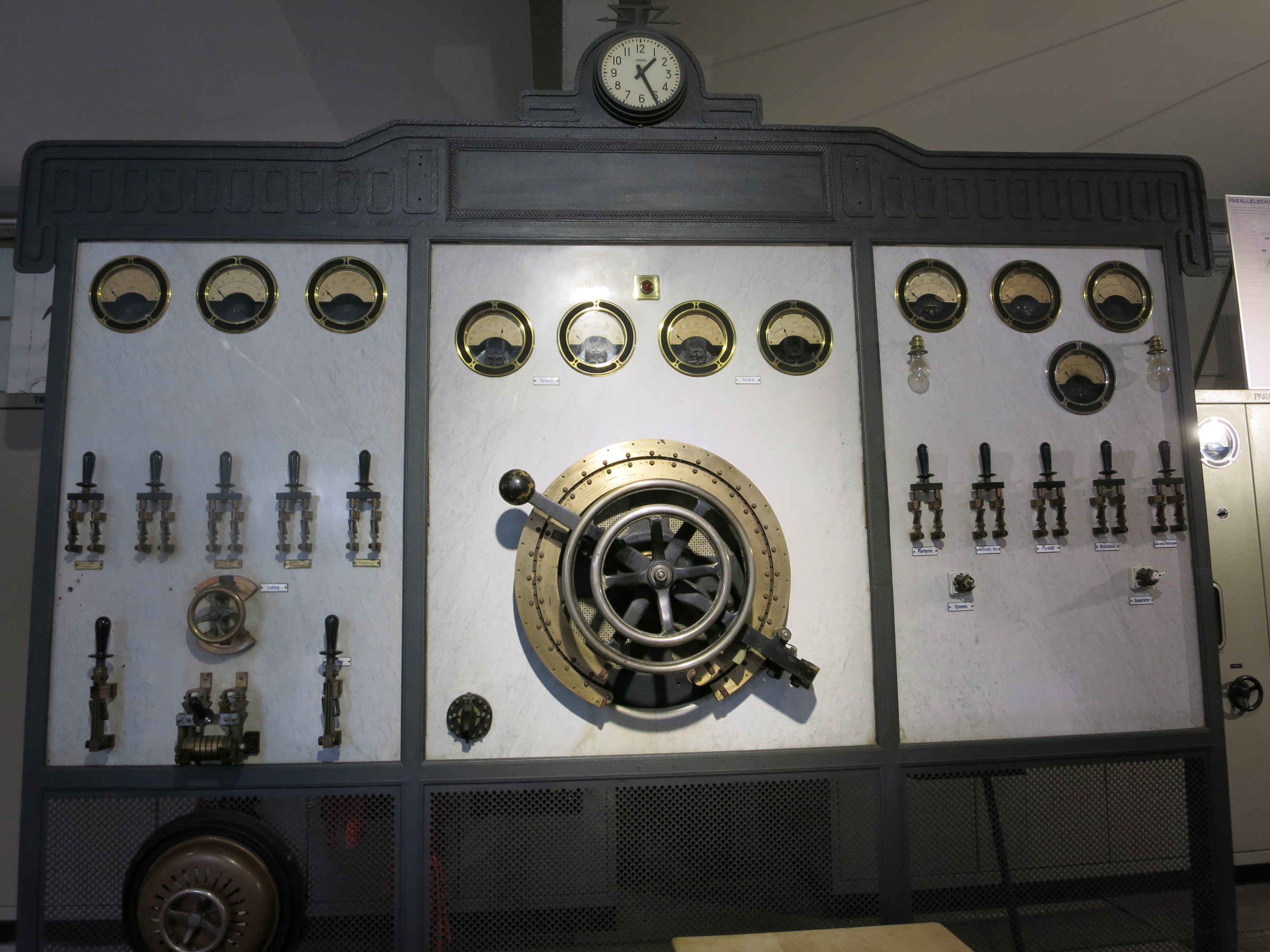
Panello di controllo

Il pannello di controllo in stile Art Déco con gli strumenti di misurazione elettromeccanici della ditta Trüb, Fierz & Co. serviva a controllare l'illuminazione nelle sale di tessitura. La corrente continua necessaria a questo scopo veniva generata da una dinamo, oggi non più disponibile, e conservata in una batteria di accumulatori composta da 150 contenitori di vetro con 100 litri di acido solforico ciascuno.

## Associazione della piccola centrale idroelettrica storica di Ottenbach (VHKO)
L'associazione, Fondata nel 2013, su incarico del Dipartimento dei monumenti storici del Canton Zurigo è responsabile per la regolare messa in funzione, i lavori di manutenzione e la protezione dalle inondazioni. Organizza visite guidate e dimostrazioni (messa in funzione dell'impianto) per il pubblico, studia e documenta la storia tecnica ed economico-sociale della piccola centrale.
Su richiesta si possono prenotare visite di gruppo, le giornate dalle porte aperte sono pubblicati sul sito web.

## Literatura
- Martin Stampfli: Turbinenanlage der Seiden- und Dekorationsstoffweberei A.F. Haas & Co. in Ottenbach. Industriearchäologie, Zeitschrift für Technikgeschichte Nr. 1 1981.
- Martin Stampfli: Bericht über die Restaurierung und den Betrieb der Turbinenanlage Ottenbach. Industriearchäologie, Zeitschrift für Technikgeschichte Nr. 3 1983.